# Zistensänger

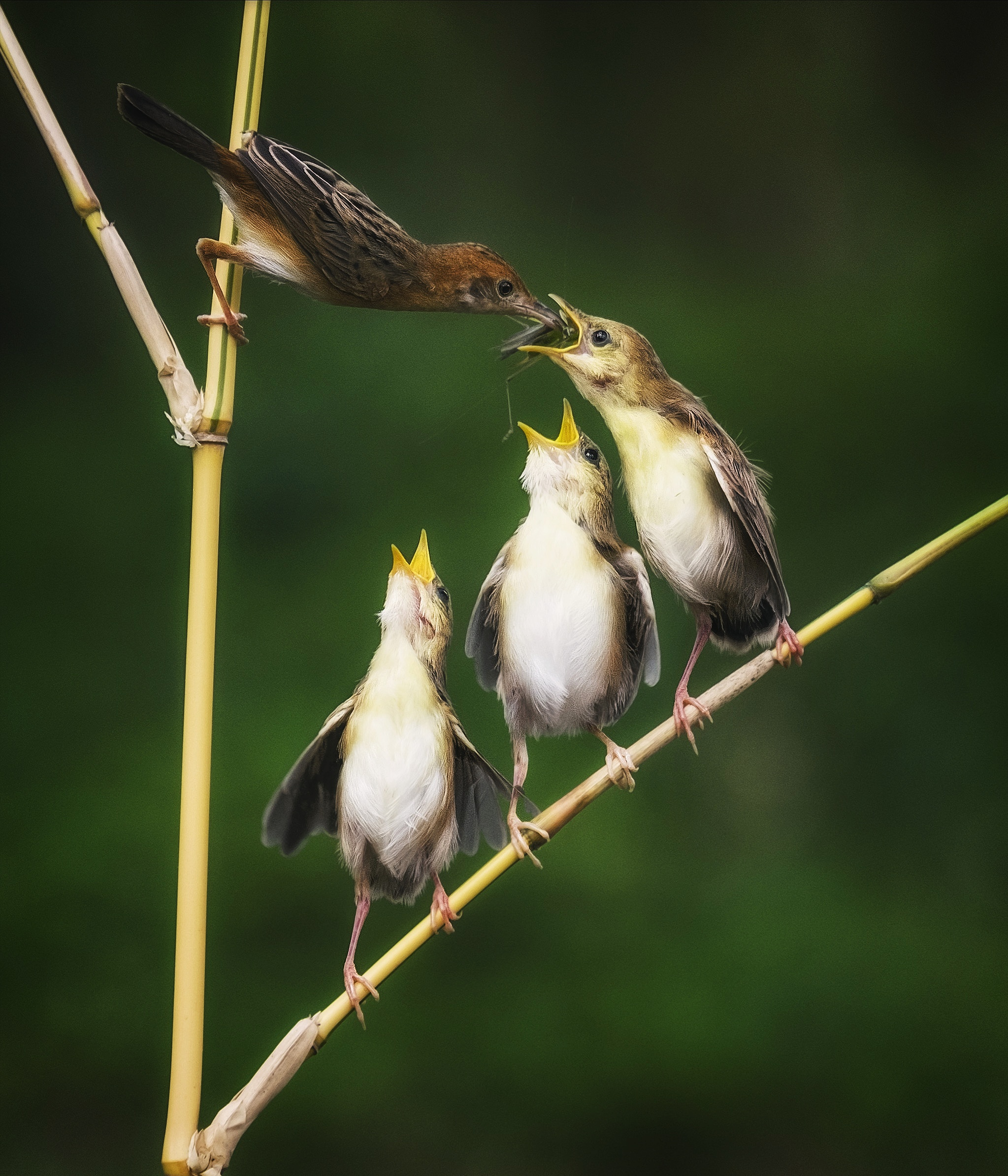
Zistensänger

Der Zistensänger (Cisticola juncidis), auch Cistensänger geschrieben, ist eine Singvogelart aus der Familie der Halmsängerartigen. Den mit einer Länge von nur 10 Zentimetern auffallend kleinen Zistensänger erkennt man an dem abgestuften, schwärzlichen und am Ende hell gesäumten Schwanz, der oft breit gefächert wird. In der Brutzeit tragen die Männchen kräftige dunkle Flecken auf ihrem Rücken, während sie sonst, wie die Weibchen, eher undeutlich gestreift erscheinen. Die ledergelbe Unterseite ist beim Weibchen intensiver gefärbt. Stirn und Oberkopf sind auf lehmgelben Grund schwach dunkel gestreift, ein Überaugenstreif ist nur angedeutet. Die Beine sind dunkelbeige bis orangefarben.

## Unterarten
Es werden siebzehn Unterarten unterschieden:
- C. j. juncidis (Rafinesque, 1810) kommt im mediterranen Frankreich, auf Korsika, und Sardinien sowie auf Kreta, in der Türkei und in Ägypten vor.
- C. j. cisticola (Temminck, 1820), das Verbreitungsgebiet liegt im Westen Frankreichs, Iberische Halbinsel, auf den Balearen und in Nordwestafrika.
- C. j. neuroticus Meinertzhagen, R 1920 findet man u. a. im Irak und im Westen des Iran.
- C. j. uropygialis (Fraser, 1843) kommt von Senegal und Gambia bis Äthiopien, Ruanda, Tansania und Nigeria vor.
- C. j. terrestris (Smith, A, 1842) ist von Gabun und die Republik Kongo bis ins südliche Tansania und südlich bis Südafrika verbreitet.
- C. j. cursitans (Franklin, 1831) kommt vom östlichen Afghanistan bis ins nördliche Myanmar und südliche China sowie südlich bis in den Südosten Indiens und die trockenen Tiefebenen Sri Lankas vor.
- C. j. salimalii Whistler, 1936 ist im Südwesten Indiens verbreitet.
- C. j. omalurus Blyth, 1851 ist in Sri Lanka mit Ausnahme der trockenen Tiefebenen verbreitet.
- C. j. brunniceps (Temminck & Schlegel, 1850) kommt im südlichen Korea, in Japan und Batanes vor
- C. j. tinnabulans (Swinhoe, 1859) kommt im  Südosten Chinas und auf Taiwan bis Thailand, Indochina und auf den Philippinen mit Ausnahme von  Batanes, Palawan und dem Sulu-Archipel vor.
- C. j. nigrostriatus Parkes, 1971 ist auf den Inseln Palawans verbreitet.
- C. j. malaya Lynes, 1930 kommt auf den Nikobaren, dem Südosten Myanmars, dem Südwesten Thailands, der Malaiischen Halbinsel und den Großen Sundainseln bis in den Westen Javas vor.
- C. j. fuscicapilla Wallace, 1864 sit im Osten Javas, auf Bawean, den Kangeaninseln und den Kleinen Sundainseln verbreitet.
- C. j. constans Lynes, 1938 ist auf Sulawesi, auf Peleng, auf Muna, auf Buton und auf Tukangbesi verbreitet.
- C. j. leanyeri Givens & Hitchcock, 1953 kommt im Nordosten von Western Australia und dem Norden des Northern Territory vor.
- C. j. normani Mathews, 1914 ist im Nordwesten von Queensland verbreitet.
- C. j. laveryi Schodde & Mason, IJ, 1979 ist im Süden der Trans-Fly-Ökoregion im südlich zentralen Neuguinea und im Nordosten und Osten von Queensland verbreitet.

## Verbreitung

Verbreitung des Zistensängers:
Brutgebiete
Ganzjähriges Vorkommen

Das Brutgebiet umfasst den Mittelmeerraum, den Süden Afrikas sowie Südostasien.
Von 1977 bis 2018 wurden in Deutschland nur 17 Beobachtungen des Zistensängers durch die Deutsche Avifaunistische Kommission (DAK) anerkannt. Weitere Nachweise gelangen 2019 und 2020 in den Bundesländern Hessen, Rheinland-Pfalz, Bayern und im Saarland. 2020 kam es zum ersten Brutnachweis in Deutschland im nördlichen Saarland in Losheim am See. In dem Gebiet mit Glatthaferwiese sowie einer Feuchtbrache konnten zwei Bruten mit jeweils vier Jungvögel nachgewiesen werden.

## Lebensraum
Der Zistensänger nützt in seinem sehr großen Verbreitungsgebiet vor allem offene, nicht zu trockene Regionen mit mittelhohem Bewuchs, ebenso aber auch landwirtschaftlich genutzte Areale und Randbereiche von Schilf- und Binsenbeständen. Habitate in Gewässernähe werden bevorzugt. Lokal brütet die Art auch in hauptsächlich von Queller besiedelten Salzwiesen.

## Fortpflanzung

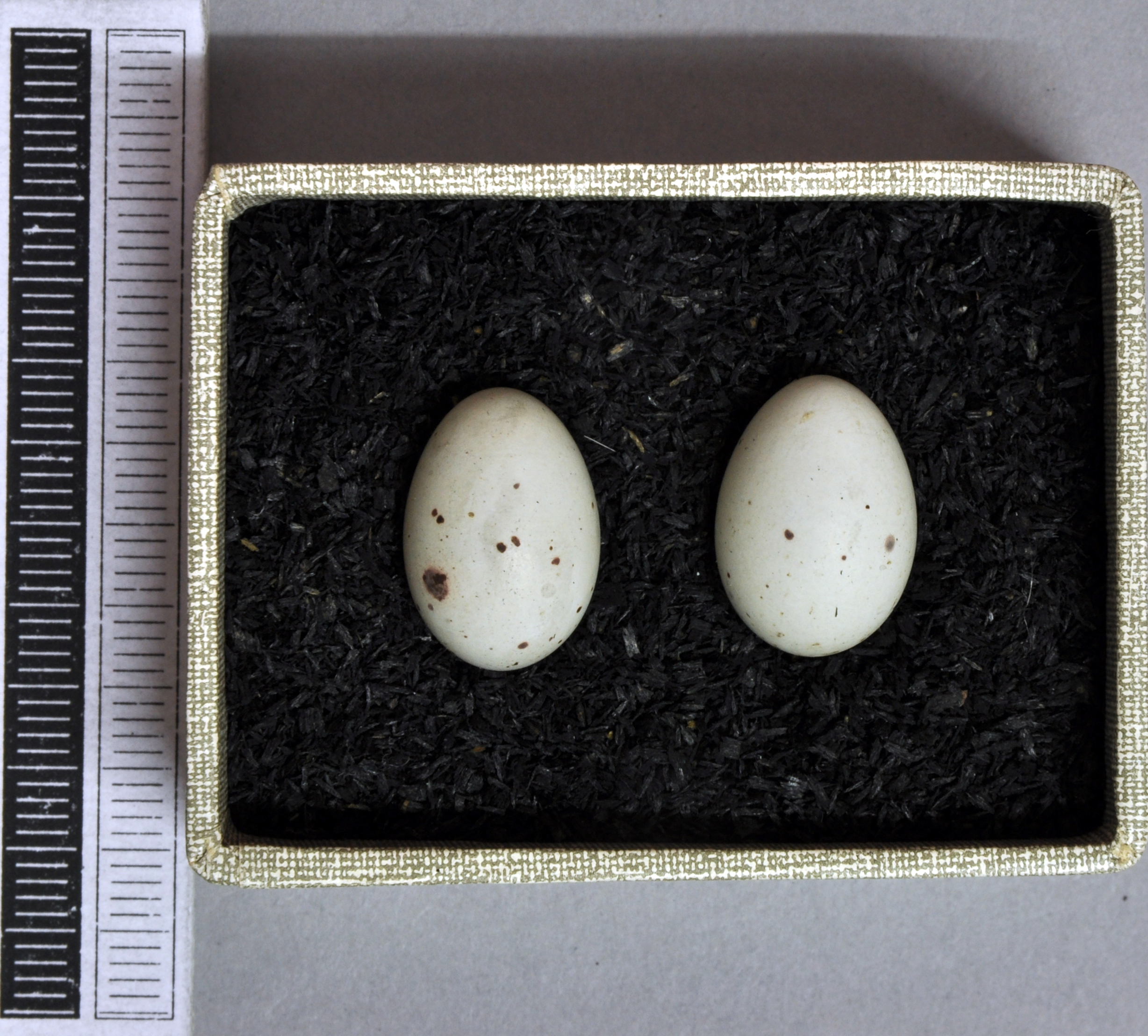
Gelege, Sammlung Museum Wiesbaden

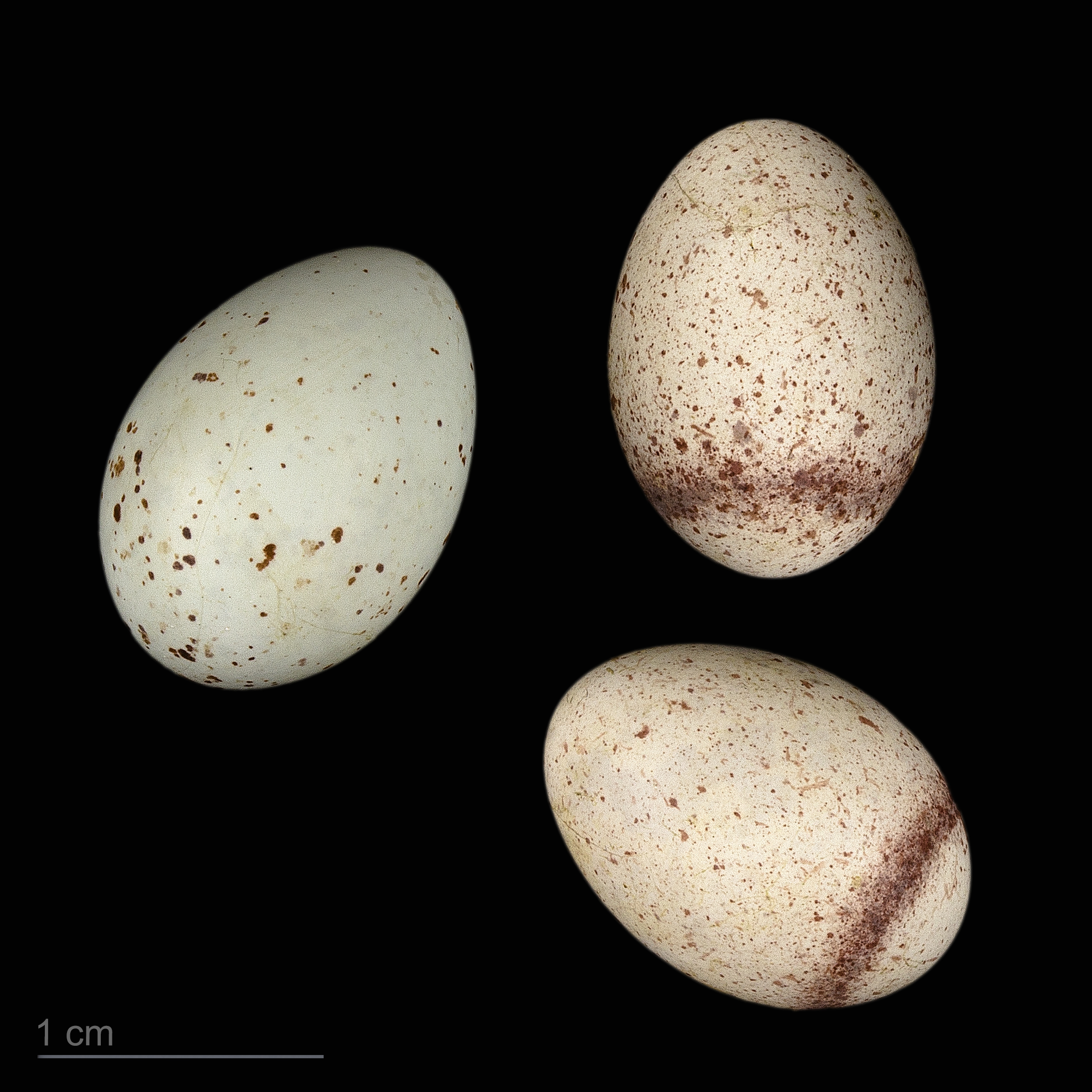
Cisticola juncidis juncidis, Sammlung Museum von Toulouse

Der Zistensänger brütet im offenen und baumlosen Gelände mit hohen Gras-, Seggen- und Binsenbeständen. Er nutzt auch Kornfelder und Brachen mit Getreide und hohem Kraut. Zistensänger sind polygame Brüter; das einzelne Männchen geht eine Paarbeziehung mit bis zu drei Weibchen ein. Im Süden des Verbreitungsgebietes beginnt die Brutzeit im März und im Norden im April, wenn das Gras hoch genug ist. Es kommt pro Jahr zu zwei Bruten und manchmal sogar drei Bruten, so dass die Brutzeit oft erst im Juli beendet wird.
Der Balzflug der Männchen ist unüberhörbar. In etwa 20 m Höhe fliegt es wellenförmig auf und ab, um bei jedem „Wellenberg“ sein lautes „zipp“ ertönen zu lassen. Dieses eintönige Lied ertönt in kurzen Abständen von früh bis spät. Typisch für den Zistensänger ist, dass das Männchen in seinem Brutrevier mehrere unvollständige Nester baut, die dann jeweils vom Weibchen fertiggestellt werden. Das Nest steht niedrig zwischen Grashalmen, in Büschen, manchmal auch im Getreide und hat die Gestalt eines länglichen Beutels, der aber an einer Seite noch weit zu einer Art Überwölbung hochgezogen ist. Das Innere ist meist mit Pflanzenwolle verkleidet.
Die Eier sind spindelförmig. Die Färbung der Eier variiert: Es gibt, weiße, blaue, rosafarbene, ungefleckte und gefleckte Eier. Die Brutdauer beträgt zwischen 12 und 14 Tagen, es brütet allein der weibliche Elternvogel. Brutbeginn ist nach der Ablage des letzten Eis. Auch die Jungvögel werden allein vom Weibchen versorgt. Die Jungvögel verlassen nach zwölf bis fünfzehn Tagen flugfähig das Nest und sind nach weiteren zehn bis zwanzig Tagen selbständig.

## Nahrung
Zarte Insekten und Spinnen werden beim Durchstreifen des Dickichts aufgespürt.

## Einzelbelege
1. ↑  IOC World Bird List Grassbirds, Donacobius, tetrakas, cisticolas, allies
2. ↑  Christopher König, Tobias Reiners, Stefan Stübing, Johannes Wahl: Mornellregenpfeifer in Rekordzahl, Schwarzhalstaucher und eine neue Brutvogelart. In: Der Falke. AULA-Verlag GmbH, 30. Oktober 2020, abgerufen am 11. Februar 2023.
3. ↑  Harrison, S. 377
4. ↑  Harrison et al., S. 378
5. ↑  Harrison, S. 379